# Germainia truncatiglumis
Germainia truncatiglumis là một loài thực vật có hoa trong họ Hòa thảo. Loài này được (F.Muell. ex Benth.) Chai-Anan mô tả khoa học đầu tiên năm 1972.